# Vad lovak (film)
A Vad lovak (eredeti nyelven: All the Pretty Horses) egy 2000-ben készült amerikai westernfilm Billy Bob Thornton rendezésében. A forgatókönyv Cormac McCarthy ugyanazon című regénye alapján készült. A produkció főszerepében Matt Damon, Penélope Cruz és Henry Thomas. A filmet egy Golden Globe-díjra jelölték legjobb eredeti filmzene kategóriában.
A Vad lovakat 2000. december 25-én mutatták be az Egyesült Államokban, Magyarországon videókazettán jelent meg 2001. augusztus 16-án.

## Cselekmény
1949-ben a fiatal cowboy, John Grady Cole hajléktalanná válik, miután családja farmját eladják. Megkéri legjobb barátját, Lacey Rawlinst, hogy hagyja el a texasi San Angelóban lévő családi farmot, és csatlakozzon hozzá, hogy lóháton átkeljenek a határon 150 mérfölddel délre, hogy Mexikóban keressenek munkát. A Mexikóba vezető úton találkoznak egy Jimmy Blevins nevű különös fiúval, akivel összebarátkoznak, de útjaik hamarosan szétválnak. Később találkoznak egy fiatal arisztokrata lányával, Alejandra Villarrealral, akibe Cole beleszeret.
Cole és Rawlins Alejandra apjának bérmunkásai lesznek, akinek tetszik a munkájuk. A lány gazdag nagynénje ellenszenvet kezd táplálni Cole iránt, mikor rájön, hogy Cole érdeklődik Alejandra után. Miután Alejandrát elviszi az apja, Cole-t és Rawlinst letartóztatja a mexikói rendőrség, és börtönbe viszik, ahol viszontlátják Blevinst is. A fiatal fiút lólopással és gyilkossággal vádolják, egy korrupt rendőrkapitány pedig megöli. Cole és Rawlins egy mexikói börtönbe kerülnek Blevins bűnpártolásáért, ahol meg kell védeniük magukat a veszélyes rabokkal szemben.
Alejandra nagynénje kiszabadítja Cole-t és Rawlinst, azzal a feltétellel, hogy soha többé nem látja őket. Míg Rawlins visszatér a szülei texasi farmjára, Cole megpróbál újra kapcsolatba lépni Alejandrával. A nagynénje biztos benne, hogy Alejandra megtartja a szavát, és távol marad Cole-tól - olyannyira, hogy még az unokahúga telefonszámát is megadja Cole-nak. Cole sürgeti Alejandrát, hogy jöjjön vele Texasba. A lány azonban úgy dönt, hogy be kell tartania a szavát, és bár szereti a férfit, nem megy vele.
Cole elindul, hogy bosszút álljon a kapitányon, aki kioltotta Blevins életét, valamint hogy visszaszerezze a saját, Lacey és Blevins lovait. Miután a kapitányt foglyul ejti, átadja egy csapat mexikói férfinak. Cole-nak nem kell döntenie a kapitány sorsáról, helyette a mexikóiak döntenek, hogy megölik.
Cole visszatér a lovakkal az Egyesült Államokba, és egy texasi kisvárosban kísérli meg eladni a puskáját, hogy pénzhez jusson. Az érdeklődők között van a seriffhelyettes is, aki letartóztatja, mert a lovak nem egyformán vannak billogozva, és arra gyanakodik, hogy Cole lótolvaj.
A bíróságon Cole elmeséli a bírónak a történetét az elejétől kezdve. A bíró hisz neki, és elrendeli, hogy Cole-t szabadon engedjék, a lovakat pedig adják vissza neki. Később aznap este Cole zaklatottan jelenik meg a bíró otthonában, gyötri barátja, Blevins halála, és hogy nem tudott rajta segíteni. A bíró továbblépésre buzdítja, hogy élje az életét. Ezután Cole Rawlins családjának farmjára lovagol, ahol visszaadja barátja lovát.

## Szereplők
| Szerep                              | Színész             | Magyar hangja   |
| ----------------------------------- | ------------------- | --------------- |
| John Grady Cole                     | Matt Damon          | Markovics Tamás |
| Lacey Rawlins                       | Henry Thomas        | Bódy Gergely    |
| Luisa                               | Angelina C. Torres  |                 |
| nagypapa                            | J. D. Young         | n.a             |
| J. C. Franklin                      | Sam Shepard         | n.a             |
| Cole                                | Robert Patrick      | n.a             |
| Jimmy Blevins                       | Lucas Black         | Halasi Dániel   |
| Alejandra Villarreal                | Penélope Cruz       | Németh Borbála  |
| Don Hector de la Rocha y Villarreal | Rubén Blades        | Szűcs Sándor    |
| Doña Alfonsa                        | Míriam Colón        | n.a             |
| Esteban                             | Lonnie Rodriguez    | n.a             |
| énekes                              | Raul Malo           | n.a             |
| százados                            | Frederick Lopez     | n.a             |
| Raul kapitány                       | Julio Oscar Mechoso | n.a             |
| parancsnok                          | Frederick Lopez     | n.a             |
| Carlos                              | J. D. Carlos        | n.a             |
| a bíró felesége                     | Jo Harvey Allen     | n.a             |
| Campesino                           | Julio Cedillo       | n.a             |
| Smith helyettes                     | Marc Miles          | n.a             |
| bíró                                | Bruce Dern          | n.a             |

további magyar hangok: Cs. Németh Lajos, Fodor Zsóka, Imre István, Kapácsy Miklós, Varga Tamás

## Fogadtatás
A film pénzügyileg gyengén, kritikailag vegyesen szerepelt. A Rotten Tomatoeson 32%-os minősítést kapott 101 értékelés alapján, a MetaCriticen pedig 55 pontot szerzett 29 vélemény szerint. Némely kritikus, mint Roger Ebert elégedett volt a regény adaptációjával. Mások összedobottnak vélték, mint Sean Means a Film.com-ról: „Az Vad lovak a végén talán jó film lesz DVD-n, amikor az összes felvételt restaurálják, és láthatjuk a Thornton által kidobott finom árnyalatokat.”
A kasszákba összesen 18 millió dollár bevétel folyt be az 57 milliós költségvetéssel szemben. 
A filmet jelölték Golden Globe-díjra a legjobb eredeti filmzene kategóriában, Lucas Black színészt pedig Young Artist-díjra nominálták alakításáért.

## Fontosabb díjak és jelölések
| Esemény                       | Díj              | Kategória                                                                | Eredmény |
| ----------------------------- | ---------------- | ------------------------------------------------------------------------ | -------- |
| 58. Golden Globe-gála         | Golden Globe-díj | legjobb eredeti filmzene – Marty Stuart, Kristin Wilkinson, Larry Paxton | Jelölve  |
| National Board of Review, USA | NBR-díj          | Legjobb forgatókönyv – Ted Tally                                         | Elnyerte |
| Young Artist Awards           | Young Artist-díj | Legjobb fiatal mellékszereplő mozifilmben – Lucas Black                  | Jelölve  |